# Окулярник сивоспинний
Окулярник сивоспинний (Zosterops lateralis) — вид горобцеподібних птахів родини окулярникових (Zosteropidae). Мешкає в Австралії, Новій Зеландії та Океанії.

## Опис
Довжина птаха становить 11-13 см, вага 10 г. Забарвлення різниться в залежності від підвиду. Спина сіра або оливково-зелена, крила оливково-зелені. Горло світло-жовте або сіре, боки каштанові або жовтуваті, гузка біла або жовта. Навколо очей характерні білі кільця.

## Підвиди
Виділяють шістнадцять підвидів:
- Z. l. vegetus Hartert, E, 1899 — півострів Кейп-Йорк;
- Z. l. cornwalli Mathews, 1912 — південний схід Австралії;
- Z. l. chlorocephalus Campbell, AJ & White, SA, 1910 — острови біля східного узбережжя Австралії;
- Z. l. westernensis (Quoy & Gaimard, 1832) — південний схід Австралії;
- Z. l. tephropleurus Gould, 1855 — острів Лорд-Гав;
- Z. l. lateralis (Latham, 1801) — острови Норфолк, Фліндерс, Тасманія, Нова Зеландія, острови Чатем;
- Z. l. ochrochrous Schodde & Mason, IJ, 1999 — острів Кінг;
- Z. l. pinarochrous Schodde & Mason, IJ, 1999 — південь і південний схід Австралії;
- Z. l. chloronotus Gould, 1841 — південь і південний захід Австралії;
- Z. l. griseonota Gray, GR, 1859 — Нова Каледонія;
- Z. l. nigrescens Sarasin, 1913 — острови Луайоте;
- Z. l. melanops Gray, GR, 1860 — острів Ліфу;
- Z. l. tropicus Mees, 1969 — північний захід і північ Вануату;
- Z. l. vatensis Tristram, 1879 — центр і південь Вануату;
- Z. l. valuensis Murphy & Mathews, 1929 — острів Мота-Лава (Вануату);
- Z. l. flaviceps Peale, 1849 — Фіджі.

## Поширення і екологія
Сивоспинні окулярники поширені в Австралії, Тасманії, Новій Зеландії, Вануату, Фіджі, Новій Каледонії і Французькій Полінезії. В Новій Зеландії сивоспинні окулярники вперше з'явилися в 1832 році, і у великій кількості в 1865 році. Імовірно, мігруюча зграя була віднесена вітром на схід. Маорійська назва птаха, "tauhou" буквально означає "прибулець". Австралійські популяції є кочівними, а популяції, що мешкають на острівцях, зазвичай є осілими. Сивоспинні окулярники мешкають в різномінітних природних середовищах, за винятком відкритих луків, зокрема в тропічних і мангрових лісах, чагарникових заростях, на плантаціях, в парках і садах.

## Поведінка
Сивоспинні окулярники харчуються комахами, нектаром і плодами. Сезон розмноження триває навесні і на початку літа, з вересня по грудень. Гніздо чашоподібне, зроблене з трави, моху, шерсті і павутиння, підвішується на гілці. В кладці 2-4 блакитнуватих яйця, за сезон може вилупитися два або три виводки. Інкубаційний період триває 11 днів, пташенята покриваються пір'ям на 10 день. Молоді птахи стають самостійними на 3 тиждень і досягають статевої зрілості у віці 9 місяців.
Напикркінці літа австралійські окулярники починають кочувати на північ, утворюючи великі зграї. Більша частина тасманійських окулярників перетинає Бассову протоку і прилітає в Вікторію, Новий Південний Уельс і на південний захід Квінсленду. Північні популяції, натомість, є осілими.

## Галерея

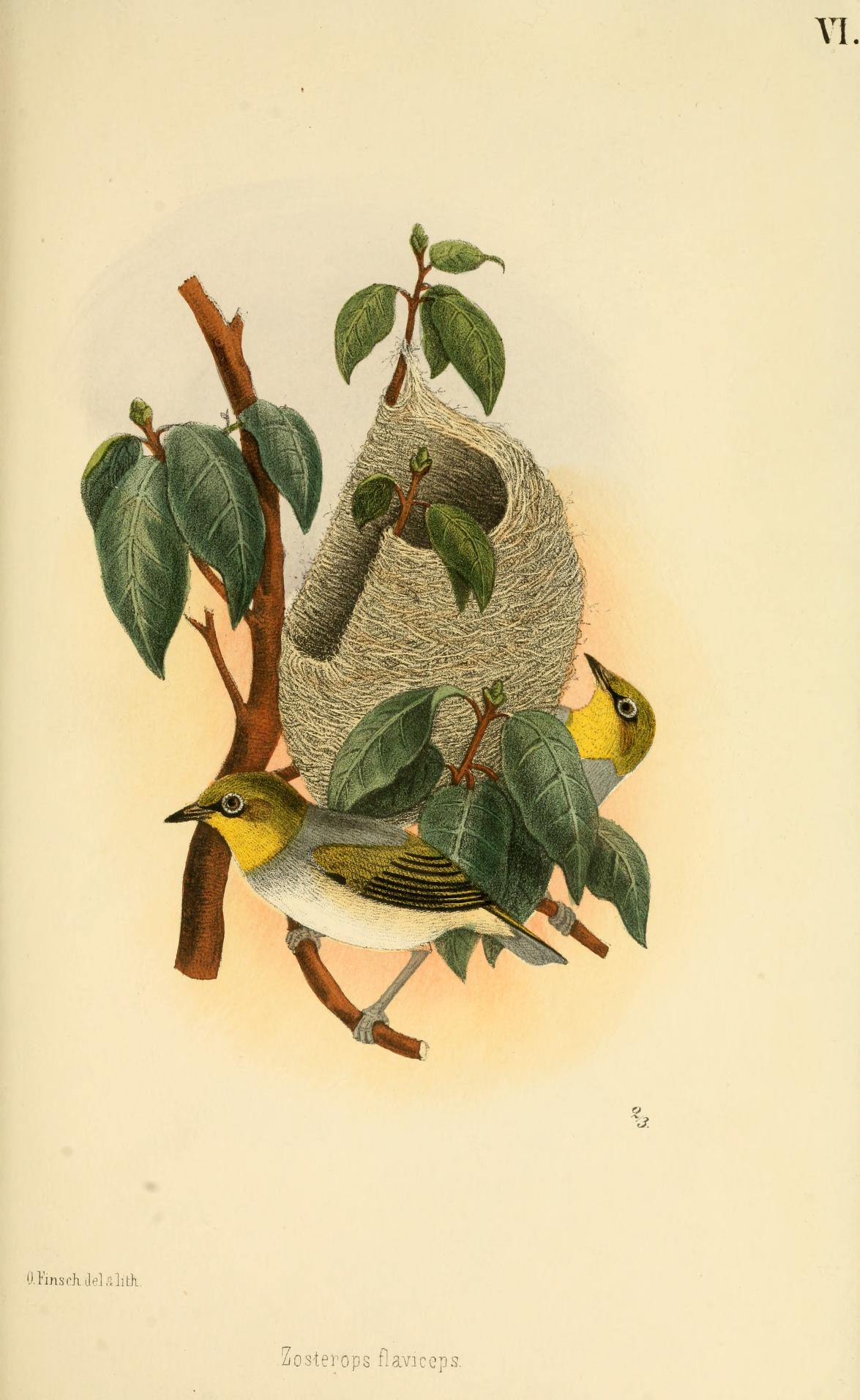
Сивоспинні окулярники, підвид Z. l. flaviceps
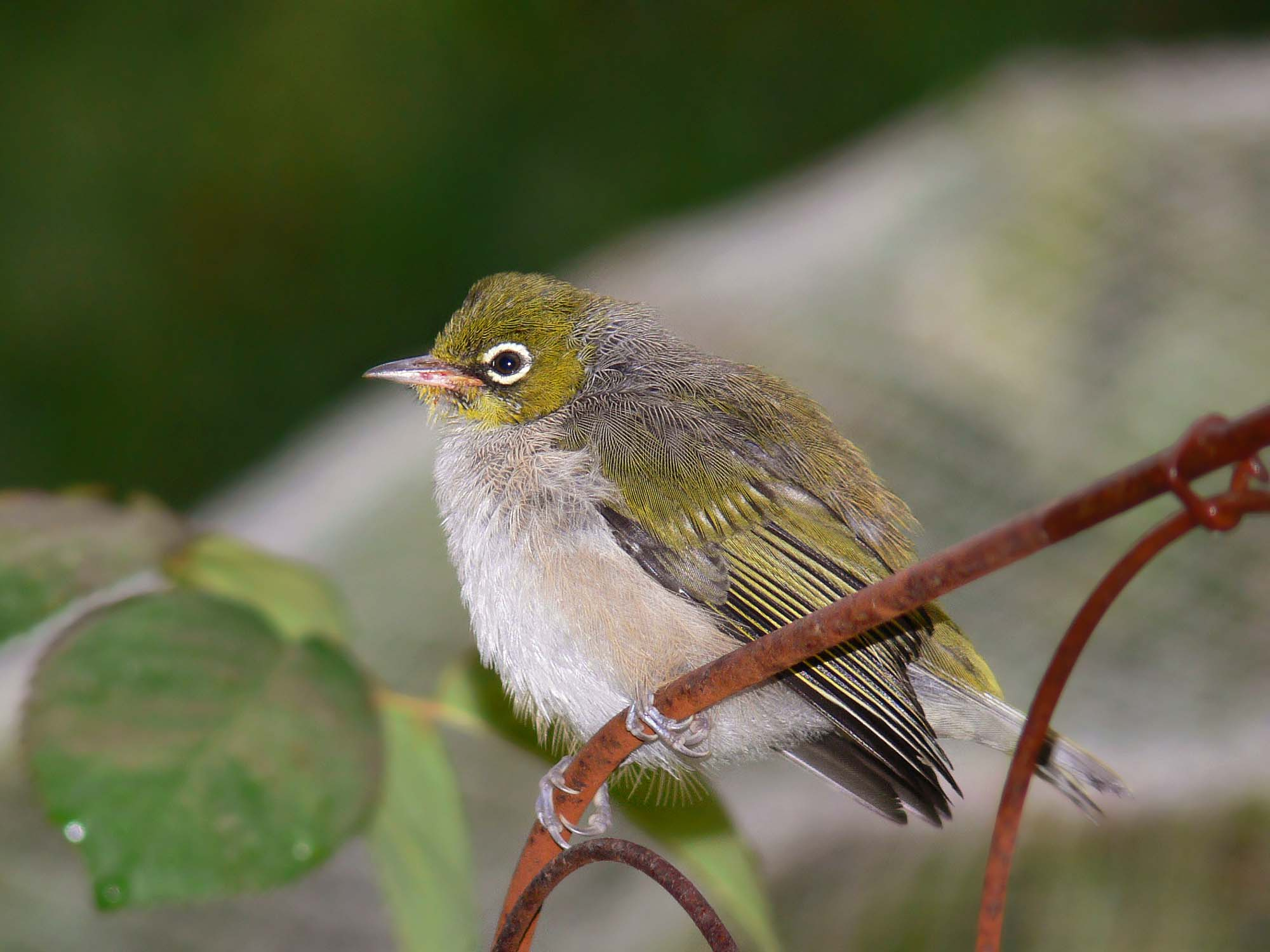
Молодий сивоспинний окулярник
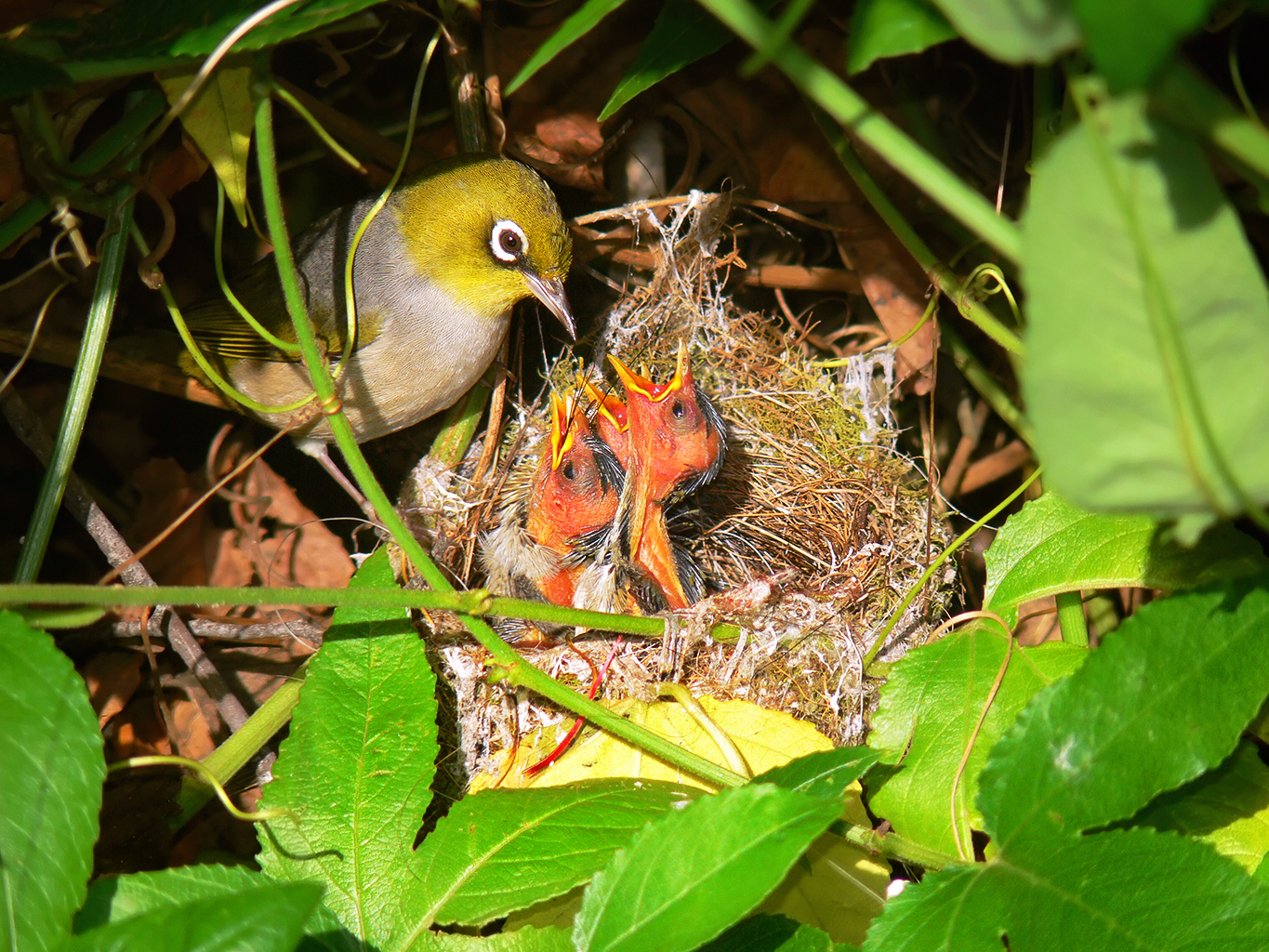
Гніздо і пташенята сивоспинного окулярника
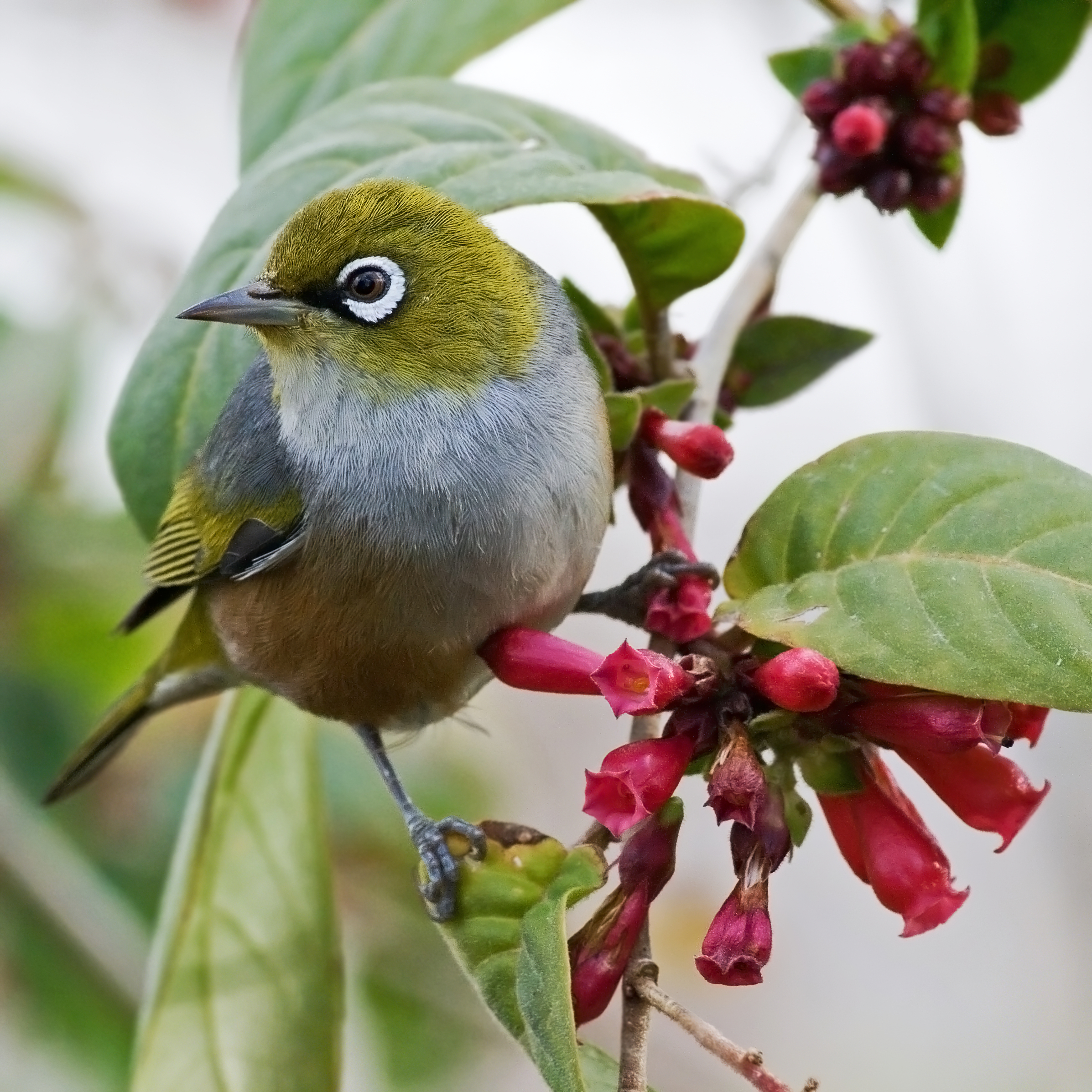
Сивоспинний окулярник